# آبشار سنتنیال
آبشار سنتنیال (به انگلیسی: Centennial Falls) آبشاری است که در همیلتون (انتاریو)، کانادا واقع شده و ارتفاع کلی ریزشگاه آن ۱۰ متر (۳۳ فوت) است.